# Dimapur Airport
Dimapur Airport är en flygplats i Indien.   Den ligger i delstaten Nagaland, i den östra delen av landet, 1 700 km öster om huvudstaden New Delhi. Dimapur Airport ligger 148 meter över havet.
Terrängen runt Dimapur Airport är huvudsakligen platt, men åt sydost är den kuperad. Runt Dimapur Airport är det ganska tätbefolkat, med 185 invånare per kvadratkilometer. Närmaste större samhälle är Dimāpur, 5,8 km nordväst om Dimapur Airport. Omgivningarna runt Dimapur Airport är en mosaik av jordbruksmark och naturlig växtlighet.